# Eugen Goldstein
Gotthilf-Eugen Goldstein (* 5. September 1850 in Gleiwitz, Königreich Preußen; † 25. Dezember 1930 in Berlin) war ein deutscher Physiker, beschäftigte sich mit der Gasentladungsforschung und ist der Entdecker der Kanalstrahlen.

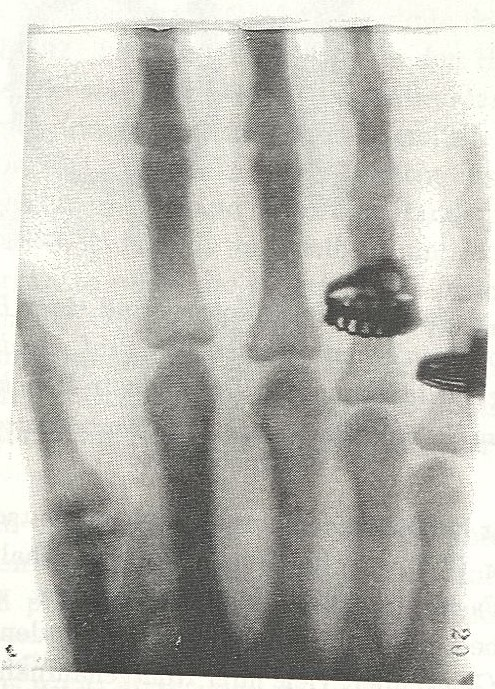
Eugen Goldstein macht 1896 öffentlich eine Röntgenaufnahme der Hand von Marie Kundt

## Leben
Goldstein entstammte einer wohlhabenden jüdischen Weinhändler-Familie, wuchs nach dem frühen Tod seiner Eltern bei Verwandten im schlesischen Ratibor auf und begann 1869 ein Medizinstudium an der Universität Breslau. In der Kriegseuphorie zog er nach Berlin und arbeitete ab 1871 als Praktikant und Schüler bei Hermann von Helmholtz im Berliner Physikalischen Institut, wo er 1879 auf dem Gebiet der Gasentladungen promoviert wurde. Er machte dort durch die Beschreibung isolierter Gasentladungs-Erscheinungen auf seine Arbeit aufmerksam, insbesondere führte er den Begriff Kathodenstrahlen ein und entdeckte 1886 die Kanalstrahlen. In Helmholtz hatte er einen Förderer, der ihm zwar Stipendien verschaffte und seine Veröffentlichungen unterstützte, jedoch zu keiner festen Anstellung verhelfen konnte.

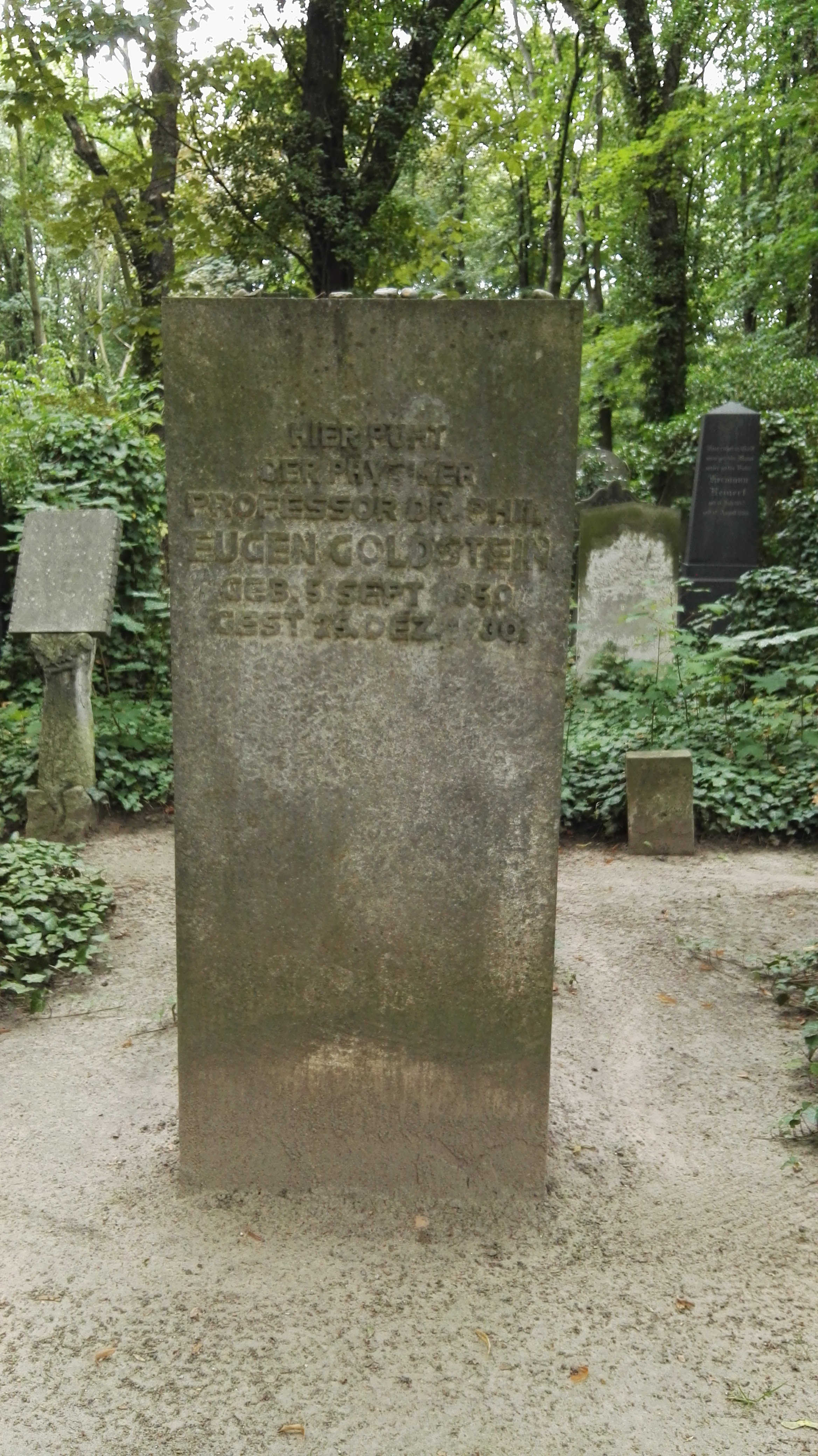
Grabstätte

Er heiratete 1925 die verwitwete Laura Kempke. Eugen Goldstein starb am 25. Dezember 1930 und wurde auf dem Jüdischen Friedhof in Berlin-Weißensee beigesetzt. Seine Frau übergab 1932 seine wissenschaftlich-literarischen Arbeiten der Königlich-Preußischen Akademie der Wissenschaften. Im Mai 1941 schrieb Laura Goldstein zwei Briefe an das Ehepaar Edith und Otto Hahn, in denen sie um Unterstützung bei der Wohnungssuche bat. Sie ist 1943 im KZ Theresienstadt umgekommen. 
Sein Kollege Wilhelm Westphal erinnerte sich an ihn als einen liebenswürdigen und höchst witzigen, altväterlichen Sonderling, schmächtig und mit Vollbart. Sein Leben hatte nach Westphal einen Hauch von Tragik, da ihm die eigentliche Anerkennung in Deutschland erst in seinen späteren Jahren zuteilwurde und ihm eine Karriere versagt blieb. Im Ausland und besonders in England war er dagegen bekannter und als er 1909 zur Tagung der British Association in Kanada eingeladen war, ließ Ernest Rutherford ihn bei der Eröffnung neben sich Platz nehmen.

## Wissenschaftler
Möglicherweise spielte Goldsteins jüdische Herkunft eine Rolle, die seine Anstellung mitten im „Berliner Antisemitismusstreit“ ab 1879 zumindest erschwerte. In der Bekanntschaft mit Wilhelm Foerster, dem Direktor der Berliner Sternwarte, fand er einen Förderer auf dem Gebiet der kosmischen Physik und glänzenden Wissenschaftsorganisator am Rande der etablierten Physik und Astronomie. Auf Foersters Initiative begann Goldstein ab 1885 mit Arbeiten über die Elektrizität im Weltraum, die vor allem um Kometenphänomene kreisten und diese Himmelskörper in der evakuierten Glasflasche nachstellen und begreifbar machen sollten. Weitergehende Experimente betrafen die Polarlichter und die Häufigkeit ihres Auftretens, Sonnenfleckenerscheinungen und Erdmagnetfeldschwankungen – diese Phänomene zeigten einen seinerzeit rätselhaften Zusammenhang, dessen Geheimnis Foerster mit Goldstein und einem damals avantgardistisch anmutenden Forschungsprogramm einer kosmischen Physik lüften wollte. 1887 bekam Goldstein – noch ohne Anstellung – für seine wissenschaftlichen Leistungen ohne Habilitation den Professorentitel verliehen, im Folgejahr erhielt er auf Betreiben Foersters erstmals eine Assistentenstelle an der Berliner Sternwarte, die er zeit seines Lebens innehaben sollte.
In dieser Funktion leitete er die Physikabteilung der von Foerster mitgegründeten Berliner Urania, wodurch die Sternwarte von Besuchern entlastet werden sollte. Er entwickelte einzigartige Schauexperimente, die sich von den Besuchern mit einem elektrischen Schalter bedienen ließen, und konnte gleichzeitig seinen Forschungen mit Entladungsröhren nachgehen. 1892 bis 1896 konnte er seiner Forschungstätigkeit als Gast in Räumlichkeiten der neu gegründeten Physikalisch-Technischen Reichsanstalt ausüben, an deren Gründung Helmholtz wie Foerster beteiligt waren – er arbeitete dort jedoch weiterhin als Assistent der Sternwarte.
Die Assistenzstelle sollte sich jedoch als hinderlich für seine wissenschaftliche Karriere erweisen: Er war nicht für die Grundlagenforschung angestellt, sondern als Physiker im Dienste der Sternwarte. Nachbetrachtend bedeutsame Entdeckungen etwa über die Verfärbung von Stoffen durch die Kathodenstrahlung (von ihm als Nachfarben bezeichnet), das entstehende Phosphoreszenzlicht und die kurzwellige UV-Strahlung beim Auftreffen auf feste Körper wurden kaum wahrgenommen. Er war ein genauer Beobachter, der erstmals genau die verschiedenen Schichten der Gasentladung beschrieb. Goldstein entdeckte auch die Funkenspektren ionisierter Atome, davor waren nur die Bogenspektren neutraler Atome bekannt. 1898 erhielt Goldstein einen in der Grunewaldstraße Schöneberg bei Berlin angemieteten Raum als „Physikalisches Laboratorium der Berliner Sternwarte“ mit einem angestellten Glasbläser. Es bestand bis 1927 und Goldstein wohnte dort auch. 1913 zog das Laboratorium in die neuerrichtete Sternwarte Babelsberg um, das nach seinem Tod in „Goldstein-Laboratorium“ umbenannt wurde. Dieser Name musste unter der NS-Herrschaft 1935 jedoch wieder verschwinden.

## Wirkungsgeschichte
Aufbauend auf den Arbeiten von Julius Plücker und dessen Schüler Johann Wilhelm Hittorf stellte Goldstein umfangreiche Gasentladungs-Experimente an, für die er bis 1885 nahezu 2.000 teilweise aus der eigenen Tasche bezahlte Röhren herstellen ließ. Hittorf gelang es 1869, das Phänomen der dunklen „Glimmstrahlen“ in der Erscheinungsvielfalt der Gasentladungen zu isolieren, die Goldstein 1876 erstmals als „Kathodenstrahlen“ bezeichnete und als grundlegendes Phänomen der Elektrizität begriff, es aber – in Helmholtzscher Tradition – als Äthererscheinung interpretierte. Experimente von Philipp Lenard, der vorangegangene Entladungsversuche von Heinrich Hertz aufgriff, führten zur Konstruktion einer Röhre zur Erzeugung reiner Kathodenstrahlung (Lenard-Fenster), die Conrad Röntgen Ende 1895 zur epochalen Entdeckung der Röntgenstrahlung verwendete. Mit der Diskussion um die Röntgen- und damit auch der Kathodenstrahlung wurde Goldstein vor allem im Ausland als glänzender Experimentalphysiker gewürdigt.
Die heute in der Rezeption mit Eugen Goldstein verbundene Entdeckung der Kanalstrahlen blieb aus heutiger Sicht für die Entwicklung der modernen Physik bedeutungslos: Der neunseitige Akademiebeitrag von 1886 blieb seinerzeit unbeachtet, zumal die Kanalstrahlhypothese aus der Vielfalt der Gasentladungserscheinungen nicht besonders hervorstach. Dies änderte sich ebenfalls mit der Entdeckung der Röntgenschen X-Strahlen, als auch die Kanalstrahlen für eine kurze Zeit Bedeutung erlangten. Mit dem Siegeszug der entstehenden Atomphysik konnten sie jedoch als Ionenstrahlung identifiziert werden und verloren ihren besonderen Status.
Goldstein hat die Gasentladungsforschung wie kein anderer geprägt und mit Kometenschweif-Experimenten in der Entladungsröhre publikumswirksam auf dem dunklen wie Randgebiet der kosmischen Physik geforscht. Er erkannte früh die eigenständige Bedeutung der Kathodenstrahlung in Gasentladungsvorgängen wie auch in Kometenschweif-, Sonnen- oder Polarlicht-Erscheinungen. Prioritätsstreits mit etablierten Wissenschaftlern wie William Crookes 1879 über die korpuskulare Deutung von Gasentladungen oder dem Pariser Astrophysiker Henri Deslandres über die Erklärung von Sonnenaktivitäten mit Kathodenstrahlen 1897 brachten ihm vor allem im Ausland Anerkennung. Unter anderem erhielt er 1903 den Prix Hébert der Pariser Académie des sciences oder 1909 die Hughes-Medaille der Royal Society und wurde mehrfach zum Nobelpreis vorgeschlagen. 1919 wurde er Ehrenmitglied der Deutschen Physikalischen Gesellschaft. Trotzdem blieb ihm in Deutschland die Anerkennung bis nach dem Krieg weitgehend versagt, er war bis zuletzt Assistent der Sternwarte. Besonders Sommerfeld maß ihm durch die frühe Beschreibung eines sehr viel später als Photoelektrischer Effekt identifizierten Phänomens hohe Bedeutung bei und würdigte ihn in einem Beitrag zu seinem 70. Geburtstag:

„Wir dürfen also ohne Übertreibung sagen, daß Goldstein schon im Jahre 1879, als die Welt noch durch keine Quantenvorstellung beunruhigt war, aus der Anschauung seiner eingehenden, objektiven Kathodenstrahlerfahrungen heraus den vielleicht wichtigsten und jedenfalls rätselhaftesten Satz der Quantentheorie in allgemeinen Umrissen erkannt hat.“

Diese Einschätzung des in der Äthertheorie und phänomenologischen Experimentierstils verfangenen Physikers war sicherlich übertrieben, zeugt aber von der späten Anerkennung seiner Arbeit in der inzwischen etablierten Atomphysik. Nicht zuletzt durch die NS-Herrschaft musste der jüdische Wissenschaftler in Vergessenheit geraten.

## Schriften

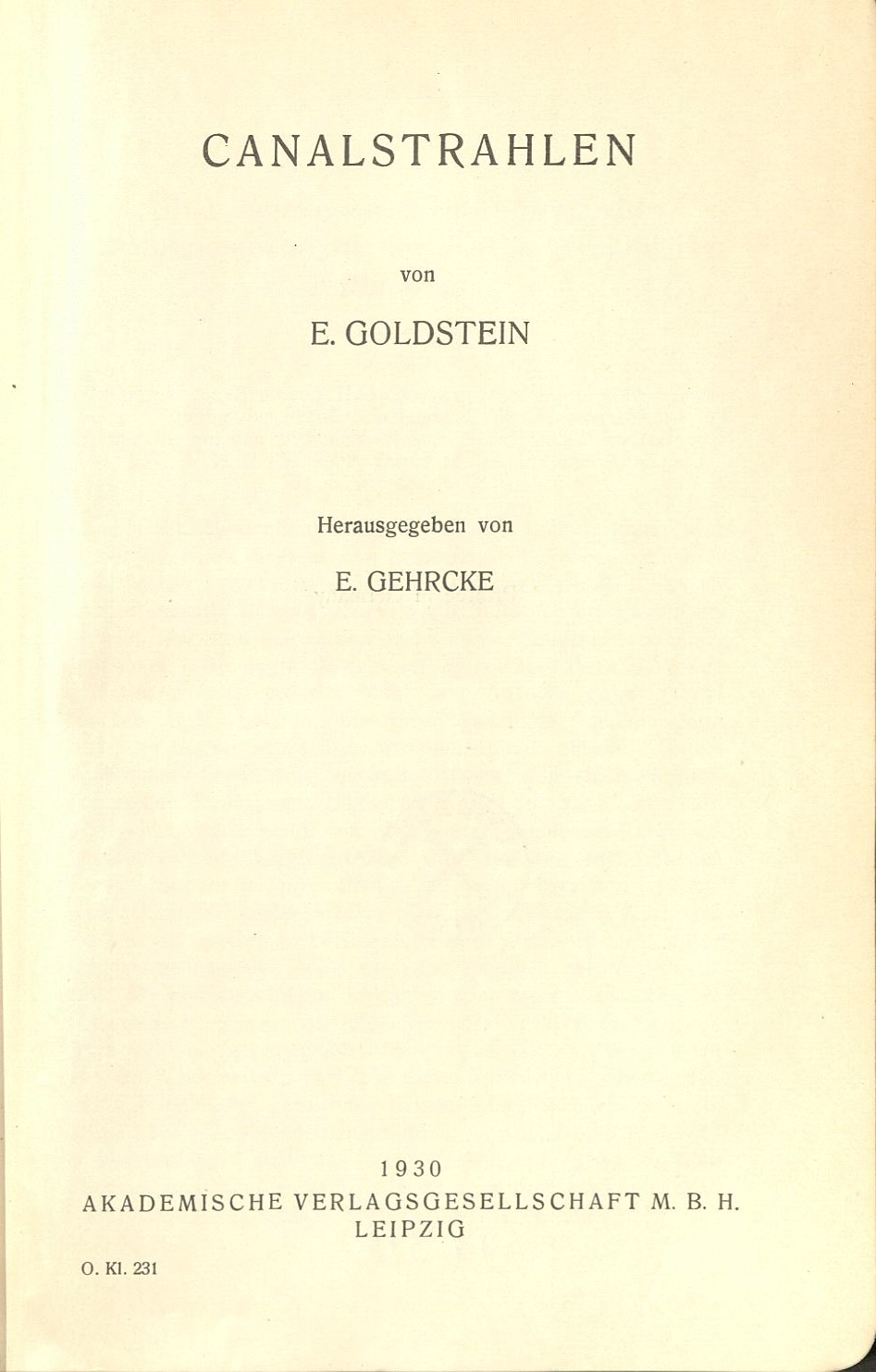
Canalstrahlen (Sammelband, 1930)

- E. Goldstein: Untersuchungen über die Elektrische Entladung in Gasen. I.  Eine Neue Form elektrischer Abstossung, Springer, 1880
- E. Goldstein: Über eine noch nicht untersuchte Strahlungsform an der Kathode inducirter Entladungen, Sitzungsberichte der Preußischen Akademie der Wissenschaften, Berlin, 1886, S. 691–699
- E. Goldstein: Ueber eine noch nicht untersuchte Strahlungsform an der Kathode inducirter Entladungen. In: Annalen der Physik. Band 300, Nr. 1, Januar 1898, S. 38–48, doi:10.1002/andp.18983000105.
- E. Goldstein: Canalstrahlen, Hrsg. E. Gehrcke, Ostwalds Klassiker der exakten Wissenschaften, Nr. 231, Akademische Verlagsgesellschaft, Leipzig 1930